# Jean Pacton
Jean Pacton, dit « Ardent », est un résistant de la Seconde Guerre mondiale faisant partie du groupe Indre-Est. Il meurt à 19 ans le 27 juillet 1944 à Montgivray après avoir été mortellement blessé en escaladant un pylône pour observer les déplacements de l'armée allemande.

## Biographie
Jean Pacton, fils d’André Paul Pacton et de Jeanne Marie Porcheron, naît le 15 mai 1925 à Rosnay, dans l'Indre et vit ensuite à Montgivray.
À 16 ans, il devient chef du groupe « les collégiens de La Châtre », créé en 1941, et animateur de la résistance des jeunes.
Le 14 juillet 1943, Jean Pacton rencontre Gaston Langlois, responsable de Libération pour le secteur de La Châtre. Il rejoint alors ce dernier en adoptant le rôle de chef du groupe franc et devient membre de l’AS (armée secrète) prenant alors le surnom « Ardent ». Il commence par être simple agent de liaison puis devient responsable du groupe AS de La Châtre.
En 1943, il va poursuivre ses études à Paris avant de revenir à La Châtre en mai 1944 où il est nommé Aspirant des Forces françaises de l'intérieur (FFI), membre du groupe Indre-Est, chef de section à la 1re compagnie du 1er bataillon.
Le dimanche 16 juillet 1944, étant visite chez ses parents à Montgivray, il manque une bataille imprévue entre les FFI et l'armée allemande dans le lieu-dit de Genest de la commune de Perassay, dans l'Indre. Le lendemain, il se rend dans le cantonnement du maquis à Vijon pour rechercher les disparus. C'est en escaladant un pylône électrifié dans le but d'observer les déplacements des Allemands qu'il se blesse mortellement : il touche un fil électrique, tombe et se fracture la colonne vertébrale. Il est ensuite ramené auprès de sa famille à Montgivray où il décède 10 jours plus tard, le 27 juillet 1944.
Le 19 octobre 1945, Jean Pacton est reconnu mort pour la France.

## Commémorations
Chaque dernier week-end de juillet, l'ANACR (Association nationale des anciens combattants et amis de la Résistance) organise à Montgivray, dans le Berry, une cérémonie d'hommage à trois résistants de la municipalité morts pour la France : Jean Pacton, Pierre Bordas et Julie Lorient,.
Son nom est inscrit sur la stèle érigée à Genest, en bordure de la route départementale D917.